# Поређење
Поређење или компарација је стилска фигура која директно пореди две различите ствари. Иако је поређење слично метафори, поређење експлицитно користи повезујуће речи (као што су: попут, као и различити глаголи који су слични), иако ове посебне речи нису увек обавезне. Иако се поређење углавном користи у облицима поезије где се упоређује жива и нежива природа, постоје и изрази у којима се поређење и персонификација користе за хумористичке сврхе и упоређивање.

## Употреба

### У литератури
- „О моја љубав је као црвена, црвена ружа.” Роберт Бернс: Црвена, црвена ружа.[3][6][7]
- Џон Милтон: Изгубљени рај (хомеричко поређење).[8][9]

### У комедији
Поређење се широко користи у британској комедији, нарочито 1960-их и 1970-их година. У комедији, поређење се често користи у негативном стилу: „Био је шашав као четкица.” Поређење се такође користи у комедијском контексту где се покреће осетљива тема, а комичар ће тестирати публику одговором на суптилно, имплицитно поређење пре него што крене дубље у тему. Ситком Црни Груја је показао употребу проширених поређења, обично по насловном знаку.